# Horst Schubert
Horst Schubert (Chemnitz, 11 de junho de 1919 – 2001) foi um matemático alemão.

## Formação e carreira
Schubert estudou matemática e física nas universidades de Frankfurt am Main, Zurique e Heidelberg, onde obteve um doutorado em 1948, orientado por Herbert Seifert. Antes, ainda durante a Segunda Guerra Mundial, trabalhou como analista criptográfico no Inspektion 7 Gruppe VI do Oberkommando des Heeres (OKH/In 7/VI). Foi depois até 1956 assistente em Heidelberg, onde obteve em 1952 a habilitação. A partir de 1959 foi professor assistente e a partir de 1962 professor pleno da Universidade de Quiel. Foi a partir de 1969 professor na Universidade de Düsseldorf.
Dentre seus doutorandos conta Theodor Bröcker.
Juntamente com o economista Rudolf Henn e o matemático Hans Künzi organizou em 1969 no Instituto de Pesquisas Matemáticas de Oberwolfach uma das primeiras conferências sobre pesquisa operacional na Alemanha.

## Obras
- Kategorien. 2 Volumes. Springer, 1970 MR0274548
- Topologie. Eine Einführung. Teubner, 1969, 4.ª Ed 1975 MR0423277
- Knoten, Jahresbericht DMV, Band 69, 1967/68, S. 184
- Die eindeutige Zerlegbarkeit eines Knotens in Primknoten. S.-B. Heidelberger Akad. Wiss. Math.-Nat. Kl. 1949, (1949). no. 3, 57–104. MR0031733
- Knoten mit zwei Brücken. Math. Z. 65 (1956), 133–170. MR0082104
- Bestimmung der Primfaktorzerlegung von Verkettungen. Math. Z. 76 (1961), 116–148. MR0141107